# Сен Гратјен (Долина Оазе)
Сен Гратјен (фр. Saint-Gratien) град је у Француској у региону Île-de-France, у департману Val-d'Oise.
По подацима из 2010. године број становника у месту је био 20.156.

## Демографија
| 1962. | 1968.  | 1975.  | 1982.  | 1990.  | 2011.  |
| ----- | ------ | ------ | ------ | ------ | ------ |
| 9 248 | 14 947 | 20 338 | 20 470 | 19 338 | 20,156 |